# Kilcogy
Kilcogy (irlandais : Cill Chóige) est un petit village et un townland au sud-ouest du comté de Cavan, en Irlande.

## Vue d'ensemble
Le village se trouve sur la route régionale R 394. Le townland couvre une superficie de 335 ha. Kilcogy appartient à la division électorale de Kilcogy, à la paroisse civile de Drumlumman et à la baronnie de Clanmahon.
L'évaluation de Griffith, réalisée entre 1847 et 1864 dénombre 79 habitants pour Kilcogy.

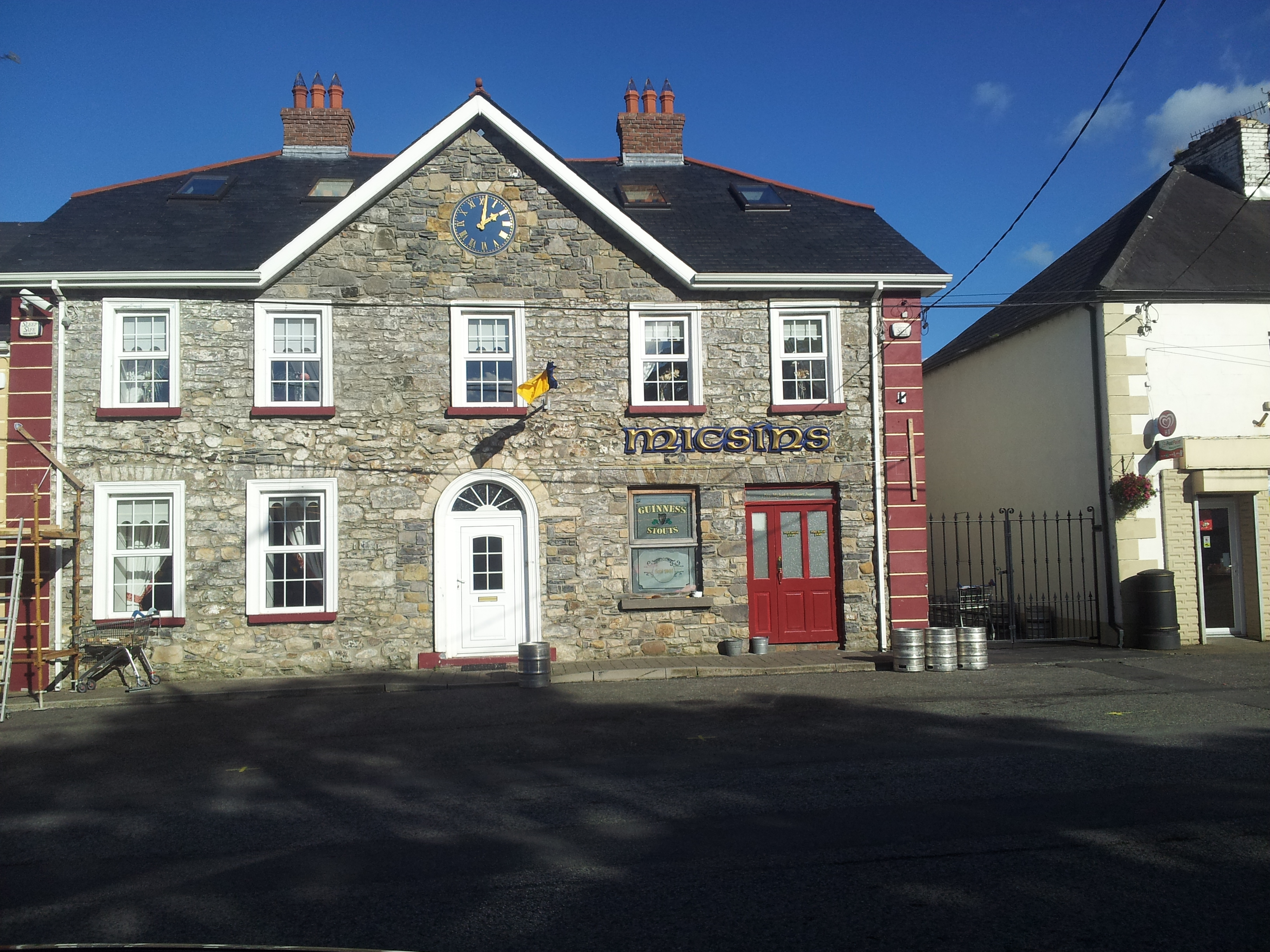
Le Micsin's Pub à Kilcody.

Kilcogy place la pratique sportive à un haut niveau, remportant de nombreux titres, du plus jeune âge aux seniors, aussi bien dans les catégories féminines que masculines.

## Cultes
Le village dépend de la paroisse catholique de Mullahoran, diocèse d'Ardagh.

## Personnalités locales
John P. Wilson, ancien Tánaiste y a vécu.